# Rosa Cerarols Ramírez
Rosa Cerarols Ramírez (Calders, 10 de desembre 1979) és una geògrafa, antropòloga i escriptora catalana.
Els seus temes d'investigació giren en torn a la geografia cultural i de gènere, formant part del grup d'investigació de Geografia i Gènere del Departament de Geografia de la UAB, en GREILI de la UPF i el INVBAC de la UPF. Es va doctorar en geografia el 2008 amb la tesi L'imaginari colonial espanyol del Marroc. Geografia, gènere i literatura de viatges (1859-1936). Forma par del projecte d'investigació Geohumanidades: diálogos entre arte, paisaje y territorio en entornos no urbanos, finançat per l'Agència Estatal de Investigación i Fons Europeu de Desenvolupament Regional (FEDER).
Defensora de la cultura descentralitzada i les pràctiques artístiques en l'entorn rural, ha format part de projectes com El Vermell de Manresa (2009-2013) i és una de les membres fundadores de l'associació, centre cultural i comunitat artística Konvent de Cal Rosal, basat en una organització assembleària. Forma part del Consell de la Protecció de la Natura, en representació del Consell Interuniversitari de Catalunya.
També forma part de la comissió de polítiques d'igualtat de la Universitat Pompeu Fabra des de 2017 i és l'organitzadora de tallers i iniciatives amb perspectiva de gènere en l'entorn acadèmic, com el taller III UPF's Global Week: Gender and Globalization i Epistemologies i metodologies de recerca feministes (Una aproximació transdisciplinària) juntament amb Montserrat Ribes, ambdues de la Universitat Pompeu Fabra.
Ha comissariat diferents exposicions al Konvent com Espai de Llocs, el 2017, La Passió segons Pepe Sales, el 2019, i Necessari, el 2020, i Grans, a l'Ajuntament d'Avià, també el 2020.

## Publicacions

### Llibres
- Geografías de lo exótico. El imaginario de Marruecos en la literatura de viajes (1895-1936)[13]
- Territorio, frontera, poder (coautora amb Claude Raffestin).[14]
- L'altre mon rural. reflexions i experiències de la nova ruralitat catalana (coautora amb Joan Nogué)

### Documentals
- Trenta Metres i un balcó (Tanios Films, 2006)[15]
- Plens de Patum[16]
- Cinema Kaedi (co-directora amb Alba Mojdéjar)[17]

### Articles
- Las otras geografías Biblio 3w: revista bibliográfica de geografía y ciencias sociales, 2007, Vol. 12
- Geohumanidades. El papel de la cultura creativa en la intersección entre la geografía y las humanidades, Treballs de la Societat Catalana de Geografia: Núm. 84 : Col·loqui internacional en Geohumanitats

- Tancant cercles, obrint horitzons. Les contribucions del Col·loqui internacional en Geohumanitats, Treballs de la Societat Catalana de Geografia: Núm. 84 : Col·loqui internacional en Geohumanitats

- Viajes y geografías : Exploraciones, turismo y migraciones en la construcción de lugares., Documents d'Anàlisi Geogràfica: Vol. 56, Núm. 3 (2010): Vol.: 56 Núm.: 3

- Els Plens de Patum, Revista d'etnologia de Catalunya: 2009: Núm.: 34

- L'ètica i estètica del paisatge, Revista de Girona: 2004: Núm.: 222

- A companion to feminist geography, Documents d'Anàlisi Geogràfica: Núm. 46 (2006): Núm.: 46

- Geopolitics and the post-colonial: rethinking north-south relations, Documents d'Anàlisi Geogràfica: Núm. 45 (2005): Núm.: 45

- Redundant masculinities? Employement change and white working class youth, Documents d'Anàlisi Geogràfica: Núm. 43 (2004): Núm.: 43

- Cataluña, ciudad de ciudades, Documents d'Anàlisi Geogràfica: Núm. 42 (2003): Núm.: 42

- Les estètiques del paisatge, Olot, 13, 14 i 15 de novembre del 2003, Documents d'Anàlisi Geogràfica: Núm. 43 (2004): Núm.: 43

- Women Narration: Land, Gender and Oral Memory. The Forgotten History of the Maquis at Aran Valley[18]

## Premis
- Premi ex aequo a la 5a edició del Premi Biennal d’art contemporani TAVCC | el Casino[19]
- Premi Carmen de Burgos (2008): Viajeras españolas en Marruecos[20]